# アパロン
アパロン(Aparon)は、フィリピンのウエハースであり、キャラメル化した砂糖が振りかけられている。ゴマをかけることもある。聖別されていない聖体（聖餅）のみから作られる。当初は、カトリック教会のために聖餐用のウエハースを焼いていた修道会により作られたが、余って廃棄されるウエハースを活用する方法が必要だった。